# Héctor Rial
José Héctor Rial Laguía, född 14 oktober 1928, död 24 februari 1991, var en fotbollsspelare från Argentina som spelade för Real Madrid åren 1954–1961. Han var en del av den succétrupp som vann UEFA Champions League fem gånger i följd. Rial spelade professionell fotboll i Argentina, Colombia, Uruguay, Spanien, Frankrike och Chile. Han representerade det spanska fotbollslandslaget vid fem tillfällen.